# Dexaminella rotundicoxa
Dexaminella rotundicoxa is een vlokreeftensoort uit de familie van de Dexaminidae. De wetenschappelijke naam van de soort is voor het eerst geldig gepubliceerd in 1972 door Ledoyer.